# WIZARD BARRISTERS～弁魔士賽希爾

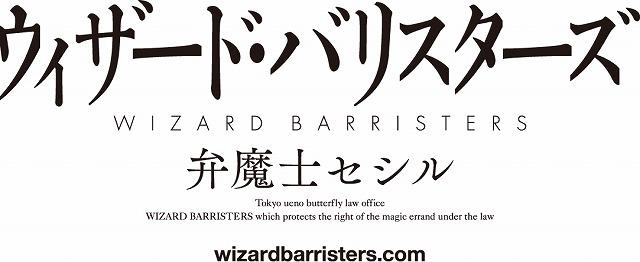
《WIZARD BARRISTERS～弁魔士賽希爾》官方宣传图

《WIZARD BARRISTERS～弁魔士賽希爾》（日语：ウィザード・バリスターズ～弁魔士セシル）是2014年日本動畫，由梅津泰臣所导。于2014年1月12日开始首播。

## 概要
在2013年播放籌備多年的原創動畫作品《伽利略少女》的監督梅津泰臣，於2013年8月10日起舉辦為期三天的活動Comic Market 84上宣佈要在2014年推出新作動畫《WIZARD BARRISTERS～弁魔士賽希爾》，相關的動畫網站與宣傳影像也隨之公開。
動畫《伽利略少女》的監督 梅津泰臣 於2013年年中的Comic Market 84上宣佈將推出全新作的原創動畫作品《WIZARD BARRISTERS～弁魔士賽希爾》，其相關的動畫網站近期公開了PV第三彈宣傳影像。
動畫《WIZARD BARRISTERS～弁魔士賽希爾》確定2014年1月12日起於日本地區TOKYO MX等各電視台開始播出。相關的主題曲分別由Lia與為劇中角色配音的聲優田邊留依主唱。

## 故事簡介
人類與魔法師共存的世界裡，在魔術和魔術訴訟相關法律裡，有著一個被稱為「魔禁法」的存在。這樣的案件會在「魔法庭」上進行裁決，為被告的魔法師進行辯護的律師就稱為「弁魔士」。
故事一開始圍繞著17歲的最年輕弁魔士須藤聖知和她的伙伴們展開。

## 登場角色

### 蝴蝶法律事務所
須藤聖知（配音員：田邊留依（日本）；凌晞（香港）；Brittney Karbowski（美国））
本作主角，新人弁魔士，生於2000年12月24日，17歲，身高154公分。使用魔法為自然魔術。能使用稀有的金屬魔法製作巨大的惡魔機甲迪亞波羅伊德。其後分別有火炎魔術（3話）、砂塵魔術（4話）的魔力醒覺。
史上最年輕的弁魔士，自小在加拿大生活，11歲時返回日本。成為弁魔士的原因是想證明身為死刑犯的母親是無罪。是加拿大人後裔，所以長得像個外國人。身材纖細，曲線優美，胸部明顯很大，屁股翹。她有一頭淡紫色的頭髮，一部分編成雙辮子，另一部分明顯更短，扎着高高的辮子，配上粉紅色的蝴蝶結，前額上有直劉海，眼睛是淺藍色的。
百年一遇的天才魔法師，作為召喚路西法降臨的觸媒而被瑪卡爾盯上。
穗樽夏菜（配音員：真堂圭（日本）；黃昕瑜（香港）； Kira Vincent-Davis（美国））
新人弁魔士（與聖知同期加入），22歲，身高157公分。使用魔法為自然魔術（操縱砂塵）。燃起對聖知的競爭之心的新人弁魔士。冷酷地處理工作，因自己本位而打亂團隊合作。
蜂谷蜂蜜（配音員：東地宏樹（日本）；李鎮然（香港）；David Wald（美国））
弁魔士，27歲，身高190公分。使用魔法為操縱魔水。
曾經是檢察官，但其後轉為弁魔士。
左眼曾經受傷，原因是在生瀨正人的判決時因其魔法失控，當時為保護早乙女真夕免被生瀨正人的魔法擊中而用身體保護真夕而受傷。兩年前才覺醒成為魔術師。
天刀萌代（配音員：竹達彩奈（日本）；張頌欣（香港）；Monica Rial（美国））
律師助手，21歲，身高167公分。於動畫第六話推測其持有的魔法之一可能為時間暫停，與聖知相同，有著多種魔力。
個性積極開朗，與聖知相處得很好。口味獨特，喜歡在食物上擠滿番茄醬與鮮奶油。
六年前在復活聖知的儀式中降生的路西法。
甲原角美（配音員：荒川美穗（日本）；羅孔柔（香港）；Krystal LaPorte （美国））
弁魔士，23歲，身高155公分。使用魔法為自然魔術（操縱魔風）。
興趣是角色扮演。
左反衣（配音員：大久保瑠美（日本）；林芷筠（香港））
弁魔士，24歲，身高161公分。使用魔法為使用塔羅牌進行的預知魔術。喜歡説一些黃色笑話。
蝶野揚羽（配音員：恆松步（日本）；陸惠玲（香港））
所長，本身亦是弁魔士，32歲，身高168公分。聲稱自己不會使用魔法，但是每次事故發生的時候總是衝在第一線。
有著經過整形的年輕外表，因而對於「老化」這個詞相當敏感。
蝶野瀨芹（配音員：高木涉（日本）；李錦綸（香港））
弁魔士，28歲，身高175公分。使用魔法為自然魔術。揚羽的弟弟。
鎌霧飛郎（配音員：茶風林（日本）；黃子敬（香港））
86歲，身高150公分。使用魔法為幻影魔術。雖然看似調查步調很慢，實際上很聰明且經驗豐富。博學多才，經常在秋葉原出沒。在法庭上一旦遇到不利情況就會裝病逃脱。
拔田美都利（配音員：多谷結衣（日本）；陳皓宜（香港））
接待員，有強大的情報網絡。20歲，身高153公分。
擁有一流的情報處理能力，並非魔法師。

### Shark Knight法律事務所
鮫岡生羽（配音員：諏訪部順一（日本） ；張裕東（香港））
所長，弁魔士，25歲，身高183公分。使用魔法為接觸魔術。為了保護聖知而被警察逮捕。
工白志吹（配音員：小野大輔（日本）；周良鴻（香港））
弁魔士。24歳，身高182公分。使用魔法為言靈魔術。
謙虛冷靜，但遇到不順心的事就會失控。
細波珊瑚（配音員：ヤスヒロ（日本）；鄧志堅（香港））
25歲，身高180公分。使用魔法為治療魔術。
海神往紗馳（配音員：原英士（日本）；陳成港（香港））
23歲，身高180公分。使用魔法為置換魔術。

### 警察
柄工雙靜夢（配音員：小西克幸（日本）；劉奕希（香港））
警視聽搜查1課警部補。25歳，身高182公分。男性。
操縱風的魔法使。
因在召喚路西法儀式的最後關頭救下聖知而導致儀式失敗，被其父親射殺。
江來利昆茵（配音員：井上麻里奈（日本）；劉惠雲（香港））
警視聽搜查1課警部補。23歳，身高170公分。女性。
一度被靜夢攻擊而受重傷，被天刀萌世救回。

### 委托人及其相關者
音尾茂之（配音員：雨宮弘樹（日本）；陳卓智（香港））
使用火炎的魔術使。因違反魔禁法第一條—使用魔術造成殺人以及損壞鐵路車輛行為，判決死刑。
小日向將太（配音員：大山鎬則（日本）；梁偉德（香港））
因殺傷強盜犯而被拘捕。使用魔水的魔法使。
原銀行職員，在職時被同事所排斥，當時只有遠藤沒排斥他。
遠藤啟子（配音員：森千晃）
銀行職員，小日向的同事。銀行襲擊事件的目擊者，當時被強盜襲擊，因小日向而得救。
No Face
銀行強盜集團，成員全都是魔術使。其中有成員使用火炎魔術的，另外也有三名成員使用金屬生成魔術，製作出梅塔莫羅伊德。
早乙女真夕（配音員：小松未可子（日本）；吳羨婷（香港））
在第三集出現。使用魔震魔術的魔法使。因殺人而被拘捕。
因違反魔禁法第一條，判決無期徒刑。但其後因蜂谷的幫助下而成功打破禁魔手扣，打算向在場的所有人報復（因生瀨被判死刑）並以魔法打傷蜂谷，最後被柄工雙開槍擊斃。在死前曾對蜂谷提及魔導書365的消息。
生瀨正人（配音員：齊藤壯馬（日本）；李致林（香港））
第三集的回憶中出現。
使用冰的魔法使，但因殺人而被拘捕。最後在檢察官（蜂谷）的要求下，因違反魔禁法第一條，被判決死刑。但因不明的原因而令其能使禁魔手扣失效，最後因魔法失控而亡。
大泉顯（配音員：大塚智則（日本）；李錦綸（香港））
生瀨的上司。被早乙女真夕所殺害。
在兩年前，命令生瀨在表演中使用魔術，也導致生瀨犯下殺人罪，事後表示是因為受威脅才允許此事。
清水禮／清水志久次（配音員：森久保祥太郎（日本）；陳灝瑋（香港））
清水禮（弟）
在第四集出現。與津久司為雙胞胎兄弟。黑髮。
在志久次被捕後委托蝴蝶法律事務所要求替其辯護，向事務所等人宣稱志久次患有解離性身份障礙。但其後被聖知揭發為謊言，真正的目標則是聖知。與志久次為共犯關係。
似乎認識天刀萌世。
清水志久次（兄）
在第四集出現。與怜生為雙胞胎兄弟。紅髮。
魔法使，因使用魔法連續殺害15人而被拘捕。在聖知幫忙辯護後，刑罰轉為無期徒刑。

### 其他
麻楠史文（配音員：小山力也（日本）；陳欣（香港））
最高法院法官。57歳。與魔導書365事件有關。
柄工雙靜夢的父親，瑪卡爾的幹部，六年前審判的黑幕。
須藤芽美（配音員：三好りえ（日本）；沈小蘭（香港））
聖知的母親，死刑囚犯。37歲，身高154公分。使用自然魔法。六年前為了救聖知而使用魔法致使他人死亡，雖她堅持是正當防衞，但還是被魔法庭判處死刑（還未執行）。
須藤大衛（配音員：織田優成（日本）；未知（香港））
聖知的父親，加拿大的攝影師。
拿拿之尼（配音員：若本規夫（日本）；葉振聲（香港））
聖知的使魔，有著青蛙的長相。
呠呠（配音員：吉成由貴（日本）；魏惠娥（香港））
蜂谷的使魔，有著豬的長相。
曲姬（配音員：小笠原早紀（日本）；何寶珊（香港））
角美的使魔，有著雞的長相。
貓貓咪（配音員：芹澤優（日本）；羅杏芝（香港））
夏菜的使魔，有著貓的長相。

## 用語
烏鐸
魔術師的統稱。
魔禁法
- 第一條·禁止使用魔術侵犯刑法、民法、商法。
- 第二條·違法使用魔法者須接受魔法庭的審判。
- 第三條·弁魔士在魔法廷上要保護被告人的權利。
- 第四條·弁魔士可維護魔術師的基本人權。
- 第五條·魔法覺醒者需辧理登錄。
- 第六條·禁止註冊魔術師擔任公務員。
- 第七條·魔法庭只有一審，審判要求速戰速決。
- 第八條·使魔如果犯法，主人要負連帶責任。
- 第九條·原則上禁止使用金屬機動器具。
- 第十條·在為社會正義而使用魔法，則會認可。

辯魔士
為因使用魔法而被拘捕的烏鐸進行辨護的職業。

## 製作人員
- 原案、監督、系列構成、角色設計：梅津泰臣
- 劇本：伊藤美智子
- 總作畫監督：外丸達也、松田勝己
- 動作作畫監督：阿部望
- 效果作畫監督：橋本敬史
- 美術設定：渡部隆、成田偉保、橫田晉一
- 美術監督：小倉一男（草薙）
- 音響監督：清水勝則
- 音樂：小西香葉、近藤由紀夫（MOKA☆）
- CG導演：松井一樹
- CG監督：西川和宏
- 製作企劃：GENCO
- 動畫製作：ARMS
- 製作：烏鐸夥伴

## 主題曲
片頭曲JUSTITIA
作詞：；作曲、編曲：eba；主唱：Lia
第12話為片尾曲。
片尾曲BLUE TOPAZ
作詞：；作曲、編曲：奧井康介；主唱：田邊留依
第12話未使用。
插曲
即便天空哭泣（第8話）
作詞：；作曲：前澤寬之；編曲：yamazo；主唱：田邊留依
Butterfly Dreams（第12話）
作詞：；作曲、編曲：eba；主唱：Lia

## 各話列表
| 話數      | 日文標題                | 中國大陸標題     | 香港標題          | 劇本       | 分鏡              | 演出                       | 作畫監督                                                                                       | 總作畫監督                 |
| --------- | ----------------------- | ---------------- | ----------------- | ---------- | ----------------- | -------------------------- | ---------------------------------------------------------------------------------------------- | -------------------------- |
| Case I    | Sword and Scales        | 正義女神         | 正義女神          | 伊藤美智子 | 梅津泰臣          | 梅津泰臣                   | 高橋信也、松田勝己 松本圭太                                                                    | 外丸達也 梅津泰臣          |
| Case II   | Hard Case               | 棘手案件         | 棘手案件          | 伊藤美智子 | 神木鈴            | 三瓶聖                     | 秋山一則、田中孝宏 高木晴美                                                                    | 松田勝己 梅津泰臣          |
| Case III  | Love and Hate           | 愛與恨           | 愛與恨            | 伊藤美智子 | 鹽谷昌史          | 工藤昌史                   | 工藤昌史                                                                                       | 不適用                     |
| Case IV   | Personality Crisis      | 人格危機         | 人格危機          | 伊藤美智子 | 宇都宮智          | 奧村吉昭                   | 岩佐智子                                                                                       | 不適用                     |
| Case V    | Six Nine                | 六·九            | 六·九             | 伊藤美智子 | 神戶守            | 矢花馨                     | 尾形健一郎、德倉榮一 飯飼一幸                                                                  | 不適用                     |
| Case VI   | Hero Show               | 英雄秀           | 英雄表演          | 伊藤美智子 | 多田俊介          | 淺利藤彰                   | 松本規太、上竹哲郎 日下部智津子                                                                | 不適用                     |
| Case VII  | Maple Leaf in CANADA    | 加拿大的楓葉     | 加拿大楓葉        | 伊藤美智子 | 細田直人          | 加藤顯                     | 西岡夕樹                                                                                       | 不適用                     |
| Case VIII | Saint Christopher Charm | 克里斯多福的魔力 | Christopher Charm | 伊藤美智子 | 神木鈴            | 下司泰弘                   | 松本圭太 Park Myeong Hun Chang Bum Chul                                                        | 不適用                     |
| Case IX   | Secret Puzzle           | 秘密拼圖         | 秘密謎團          | 伊藤美智子 | 大河原保豪        | 野亦則行                   | 岩佐智子                                                                                       | 不適用                     |
| Case X    | Imposters               | 騙子             | 騙子              | 伊藤美智子 | 頂真司            | 西村博昭                   | 松本圭太、吉本欣司 上竹哲郎、Park Myeong Hun Kim Hyou En                                       | 不適用                     |
| Case XI   | Shining Cecil           | 光明聖知         | 光明天使聖知      | 伊藤美智子 | 安藤真裕          | 佐藤光敏                   | 梅津泰臣、松田勝己 松本圭太                                                                    | 不適用                     |
| Case XII  | Fact or Fiction         | 審判             | 審判              | 伊藤美智子 | 小林常夫 梅津泰臣 | 淺利藤彰 松本正幸 梅津泰臣 | 外丸達也、松田勝己 梅津泰臣、松本圭太 Park Myeong Hun 、Eum lk Hyun Chang Bum Chul、Lee Ju Hak | 外丸達也 松田勝己 梅津泰臣 |

## 播放電視台
日本深夜動畫：下文記載的日本国内播放時間使用日本標準時間（UTC+9）表示。因為部分時間标识會採用30小时制，因此請留意这类超过24:00的时间，其實際播放時間為翌日清晨。
| 播放地區 | 播放電視台 | 播放日期                 | 播放時間（UTC+9） | 所屬聯播網   | 備註                                          |
| -------- | ---------- | ------------------------ | --- | ------------ | --------------------------------------------- |
| 東京都   | TOKYO MX   | 2014年1月12日－3月30日   | 星期日 24時30分－25時00分 | 獨立UHF局    |                                               |
| 兵庫縣   | SUN電視台  | 2014年1月12日－3月30日   | 星期日 24時30分－25時00分 | 獨立UHF局    |                                               |
| 京都府   | KBS京都    | 2014年1月13日－3月31日   | 星期一 25時00分－25時30分 | 獨立UHF局    |                                               |
| 愛知縣   | 愛知電視台 | 2014年1月14日－4月1日    | 星期二 26時05分－26時35分 | 東京電視網   |                                               |
| 日本全國 | AT-X       | 2014年1月15日－4月2日    | 星期三 21時00分－21時30分 | 衛星電視     | 有重播                                        |
| 日本全國 | BS11       | 2014年1月16日－4月3日    | 星期四 24時00分－24時30分 | 衛星電視     | 「ANIME+」節目                                |
| 香港     | J2         | 2014年5月31日－7月26日   | 星期六 23時35分－24時05分（第1－3話） 星期六 23時05分－24時05分（第4－9話） 星期六 23時25分－24時25分（第10－11話） 星期六 23時05分－23時35分（第12話） | 數碼地面電視 | UTC+8 有重播 有字幕 雙語廣播 myTV提供14天重溫 |
| 臺灣     | Animax     | 2015年3月27日－4月7日    | 每天22:30－23:00 | 有線電視     | UTC+8 有重播時段                              |
| 臺灣     | Animax HD  | 2015年11月19日－11月30日 | 每天20:30－21:00 | 中華電信MOD  | UTC+8 有重播時段                              |

## Blu-ray／DVD
| 卷數 | 發售日        | 收錄話         | 規格編號   | 規格編號   |
| 卷數 | 發售日        | 收錄話         | BD初回版   | DVD初回版  |
| ---- | ------------- | -------------- | ---------- | ---------- |
| 1    | 2014年4月2日  | 第1話－第2話   | PCXG-50351 | PCBG-52411 |
| 2    | 2014年5月7日  | 第3話－第4話   | PCXG-50352 | PCBG-52412 |
| 3    | 2014年9月3日  | 第5話－第6話   | PCXG-50353 | PCBG-52413 |
| 4    | 2014年9月3日  | 第7話－第8話   | PCXG-50354 | PCBG-52414 |
| 5    | 2014年11月5日 | 第9話－第10話  | PCXG-50355 | PCBG-52415 |
| 6    | 2014年12月3日 | 第11話－第12話 | PCXG-50356 | PCBG-52416 |